# Peperomia sylvatica
Peperomia sylvatica är en pepparväxtart som beskrevs av C. Dc.. Peperomia sylvatica ingår i släktet peperomior, och familjen pepparväxter. Inga underarter finns listade i Catalogue of Life.